# Schnepfendorf
Schnepfendorf ist ein Gemeindeteil der Großen Kreisstadt Rothenburg ob der Tauber im Landkreis Ansbach (Mittelfranken, Bayern). Schnepfendorf liegt in der Gemarkung Leuzenbronn.

## Geographie
Der Weiler liegt inmitten von Feldern umgeben (im Westen das Flurgebiet Halde, im Osten das Flurgebiet Neun Morgen). Unmittelbar nördlich des Ortes fließt der Grabenfeldgraben, ein linker Zufluss des Blinkbachs ist, der wiederum ein linker Zufluss der Tauber ist. Eine Gemeindeverbindungsstraße führt zur Staatsstraße 1022 (0,6 km südlich) bzw. nach Leuzenbronn (1,4 km nördlich).

## Geschichte
Im Jahre 1802 gab es in dem Ort sieben Gemeinderechte, die alle die Reichsstadt Rothenburg als Grundherrn hatten.
Mit dem Gemeindeedikt (frühes 19. Jahrhundert) wurde Schnepfendorf dem Steuerdistrikt und der Ruralgemeinde Leuzenbronn zugeordnet. Im Zuge der Gebietsreform in Bayern wurde Schnepfendorf am 1. Juli 1972 nach Rothenburg eingemeindet.

## Einwohnerentwicklung
| Jahr      | 001818 | 001840 | 001861 | 001871 | 001885 | 001900 | 001925 | 001950 | 001961 | 001970 | 001987 |
| Einwohner | 52     | 54     | 54     | 56     | 53     | 48     | 49     | 55     | 36     | 30     | 24     |
| Häuser    | 8      | 8      |        |        | 8      | 8      | 8      | 8      | 8      |        | 7      |
| Quelle    | [ 8 ]  | [ 9 ]  | [ 10 ] | [ 11 ] | [ 12 ] | [ 13 ] | [ 14 ] | [ 15 ] | [ 16 ] | [ 17 ] | [ 1 ]  |

## Religion
Der Ort ist seit der Reformation evangelisch-lutherisch geprägt und bis heute nach St. Andreas (Leuzenbronn) gepfarrt. Die Einwohner römisch-katholischer Konfession sind nach St. Johannis (Rothenburg ob der Tauber) gepfarrt.